# توفند آیرین
توفان آیرین (به انگلیسی: Hurricane Irene) توفان فعالی در اقیانوس اطلس است، که آسیب‌های گسترده‌ای به بسیاری از کشورهای جزایر کارائیب وارد کرده‌است. این توفان، اولین توفانی است که طی آغاز فصل توفان‌های اقیانوس اطلس شکل گرفته از تاریخ اول ژوئن ۲۰۱۱ آغاز شده‌است. توفان آیرین در حال حاضر سواحل شرقی ایالات متحده آمریکا و آتلانتیک کانادا را تهدید می‌کند.

## نگارخانه

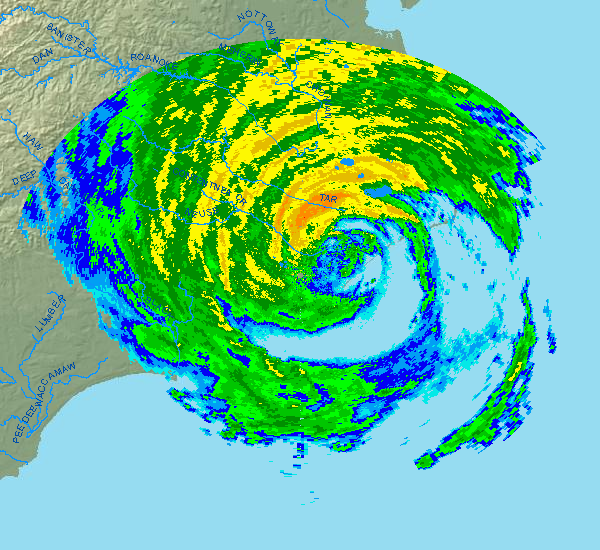